# Evippa douglasi
Evippa douglasi är en spindelart som beskrevs av Henry Roughton Hogg 1912. Evippa douglasi ingår i släktet Evippa och familjen vargspindlar. Inga underarter finns listade i Catalogue of Life.